# Via Nazionale

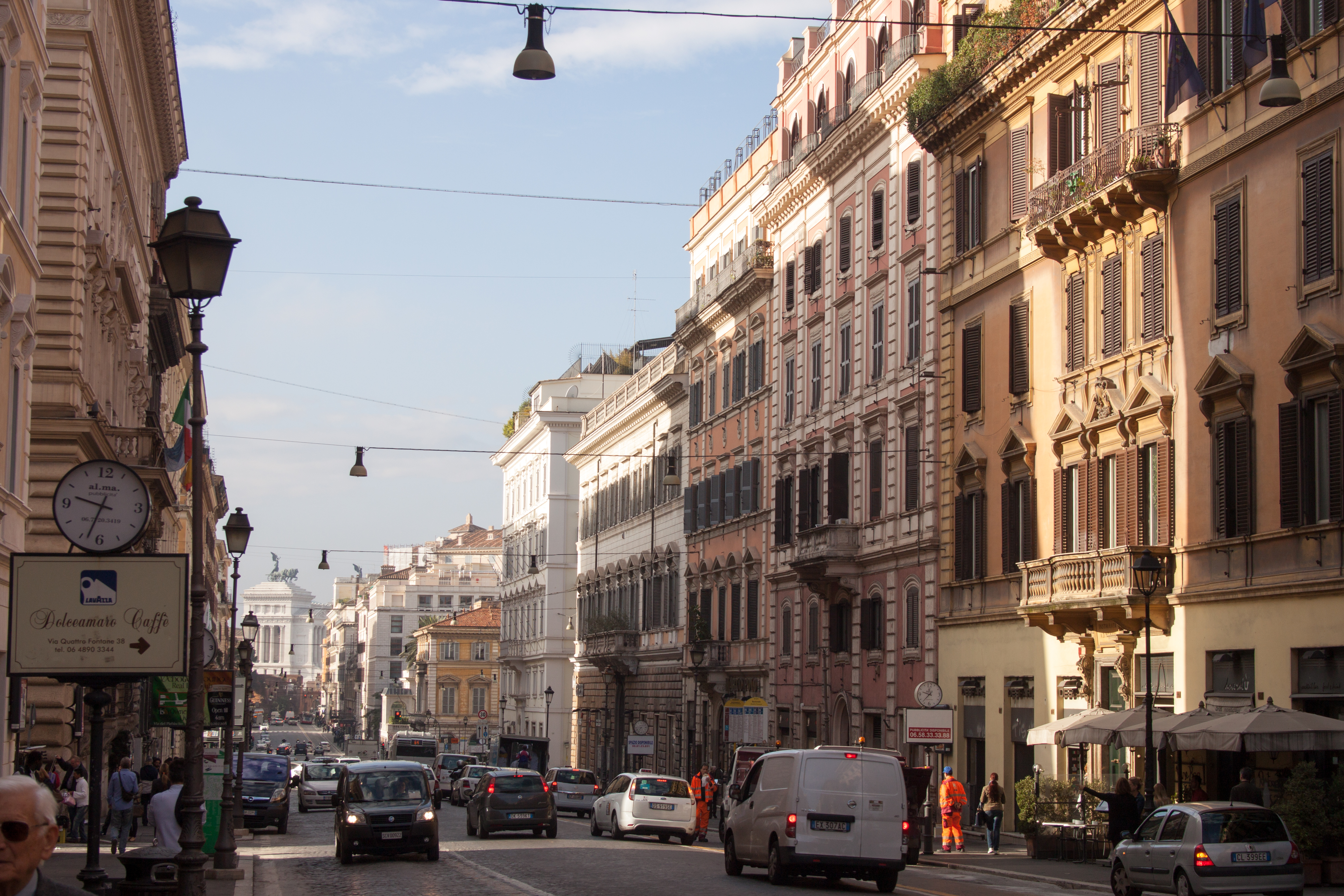
Via Nazionale na direção da Piazza Venezia. No final, o enorme "Altar da Pátria".

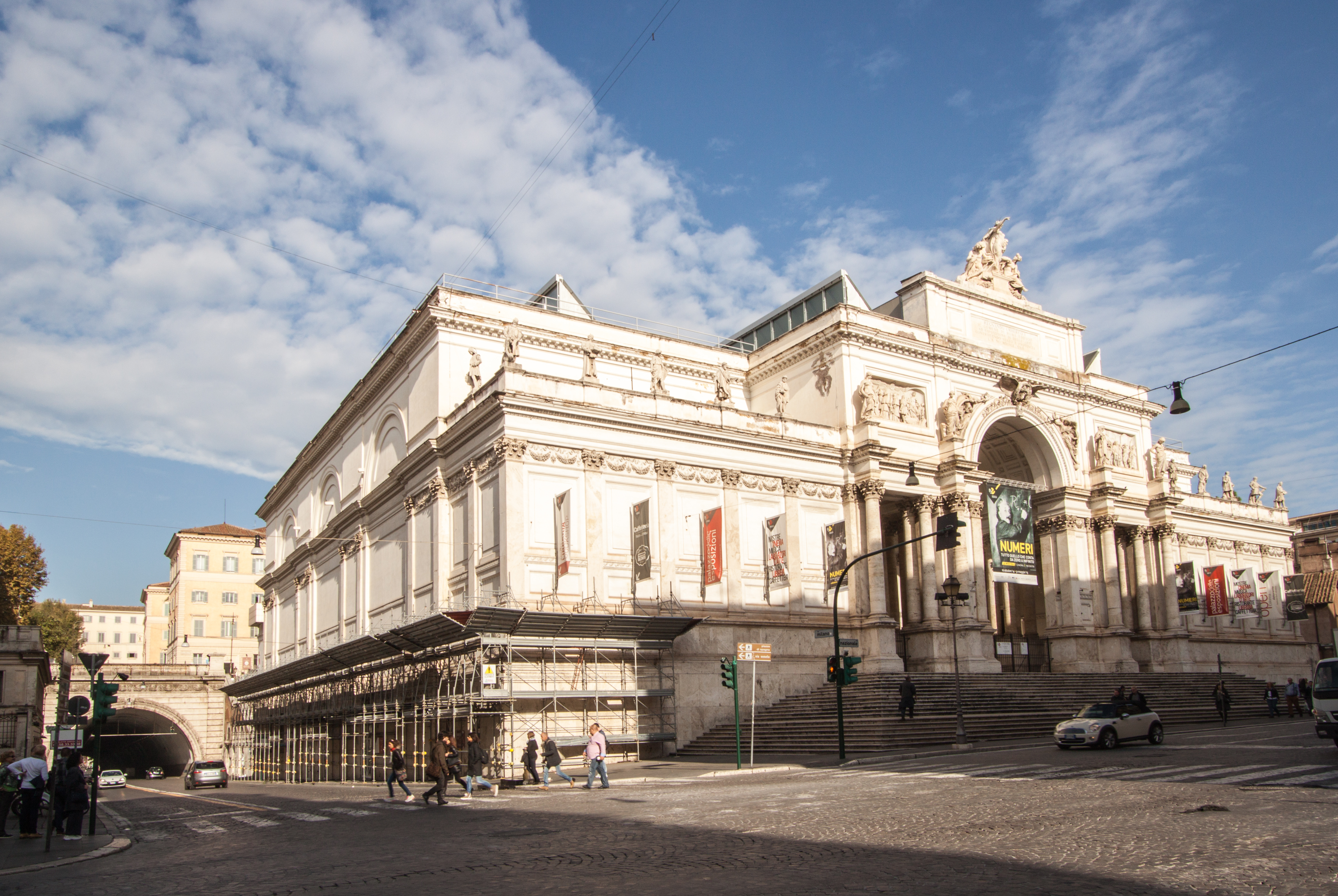
Palazzo delle Esposizioni.

Via Nazionale é uma rua de Roma, que parte da Piazza della Repubblica e segue até a Piazza Venezia. Já iniciada como Via Pia, uma homenagem ao papa Pio IX, com o objetivo de ligar a Estação Roma Termini ao centro da cidade, a Via Nazionale foi terminada no final do século XIX principalmente por causa da ambição de diversas figuras do Risorgimento em criar uma "nova Roma" como capital do recém-unificado Reino da Itália.
O alargamento desta artéria do tráfego da cidade foi necessário para criar uma ligação entre a principal estação ferroviária e parte mais populosa da cidade. Para isto, a nova rua foi estendida até a margem leste do rio Tibre através do Corso Vittorio Emanuele II. Porém, estas obras rasgaram o coração da cidade e provocaram a demolição de importantes edifícios em seu caminho, incluindo vários palácios e o Teatro Dramático Nacional, o que alterou dramaticamente a rota seguida pela via. Atualmente os seguintes monumentos estão na Via Nazionale:
- Palazzo delle Esposizioni (1883)
- Palazzo Koch, sede da Banca d'Italia (1892)
- A Villa Aldobrandini (séc. XVII), cujos jardins foram cortados pela construção da Via Nazionale no século XIX.
- O Largo Angelicum, onde está a Pontifícia Universidade de São Tomás de Aquino (Angelicum).
- Santa Caterina a Magnanapoli
- São Paulo Intramuros (San Paolo dentro le Mura) (1880)